# Guerra Civil na República Dominicana em 1965
A Guerra Civil na República Dominicana de 1965, também conhecida como Revolução de Abril de 1965, é um dos eventos mais importantes da história recente da República Dominicana. O conflito começou quando partidários civis e militares do presidente constitucionalmente eleito Juan Bosch depuseram o presidente Donald Reid Cabral. Esse grupo pretendia restaurar o governo do presidente Juan Bosch, deposto por um golpe de Estado em setembro de 1963, o primeiro governo democraticamente eleito pelas urnas depois da execução do ditador Rafael Leónidas Trujillo. O golpe de Estado de 1965 levou o general Elías Wessin y Wessin a organizar milícias leais ao presidente Reid (conhecidas como lealistas), iniciando uma campanha contra os chamados rebeldes constitucionalistas. As alegações de apoio estrangeiro aos rebeldes levariam a uma intervenção dos Estados Unidos no conflito sob o pretexto de impedir o estabelecimento de outro governo comunista do hemisfério ocidental, que mais tarde se tornaria uma ocupação da Organização dos Estados Americanos (OEA) no país. Eleições foram realizadas em 1966, nas quais Joaquín Balaguer seria eleito para a presidência. Mais tarde, no mesmo ano, tropas internacionais se retiraram do país.

## Histórico
Após um período de instabilidade política depois do assassinato do ditador dominicano Rafael Trujillo em 1961, o candidato Juan Bosch, um fundador do Partido Revolucionário Dominicano (PRD), foi eleito presidente em dezembro de 1962 e empossado em fevereiro de 1963. Suas políticas inclinadas a esquerda, incluindo a redistribuição de terras e a nacionalização de certas explorações estrangeiras, levaram a um golpe militar sete meses mais tarde por uma facção militar de direita liderada pelo General Elías Wessin y Wessin.
O governo de Bosch foi muito peculiar na história dominicana até então: um governo livremente eleito, liberal e democrático que expressava preocupação com o bem-estar de todos os dominicanos, particularmente aqueles de circunstâncias modestas, cujas vozes nunca tinham sido ouvidas antes no Palácio Nacional. A constituição de 1963 separou a igreja e o estado, garantiu direitos civis e individuais, e endossou o controle civil dos militares. Essas e outras mudanças, como a reforma agrária, atingiram os latifundiários e os oficiais militares conservadores como radicais e ameaçadoras, particularmente quando justapostas contra três décadas de autoritarismo sombrio sob Trujillo. A hierarquia da Igreja Católica Romana também se ressentia da natureza secular da nova Constituição, em particular a sua disposição para o divórcio legalizado. A hierarquia, juntamente com a liderança militar e a elite econômica, também temiam a influência comunista na república e advertiram sobre o potencial de "outra Cuba". O resultado dessa preocupação e oposição seria um golpe militar em 25 de setembro de 1963.
O golpe efetivamente renegou as eleições de 1962, instalando uma junta civil, conhecida como Triunvirato. O chefe inicial do Triunvirato, Emilio de los Santos, renunciou em 23 de dezembro e foi substituído por Donald Reid Cabral. O Triunvirato nunca conseguiu estabelecer sua autoridade sobre as facções conservadoras concorrentes dentro e fora das forças armadas; também nunca convenceu a maioria da população de sua legitimidade. A insatisfação generalizada com Reid e seu governo, juntamente com a persistente lealdade a Bosch, produziu uma revolução em abril de 1965.
A vanguarda da revolução de 1965, os perredeistas (membros do PRD) e outros apoiantes de Bosch, autointitularam constitucionalistas (uma referência ao seu apoio à constituição de 1963). O movimento contou alguns jovens oficiais militares entre suas fileiras. Uma combinação de militares reformistas e combatentes civis tomaram às ruas em 24 de abril, capturou o Palácio Nacional, e instalou Rafael Molina Ureña como presidente provisório. A revolução assumiu as dimensões de uma guerra civil, quando forças militares conservadoras, lideradas pelo general do exército Elías Wessín y Wessin, contra-atacaram os constitucionalistas em 25 de abril. Essas forças conservadoras se chamavam legalistas. Apesar dos ataques de tanques e dos bombardeios pelas forças legalistas, no entanto, os constitucionalistas mantiveram suas posições na capital; e pareciam estar preparadas para assegurar o controle de todo o país.

### Intervenção dos Estados Unidos
Em 28 de abril, os Estados Unidos intervieram na guerra civil. O presidente Lyndon B. Johnson ordenou forças que, eventualmente, totalizaram 20 mil, para assegurar Santo Domingo e restaurar a ordem. Johnson havia agido na crença declarada de que os constitucionalistas eram dominados por comunistas e que, portanto, não poderiam ser permitidos tomar o poder. A intervenção subsequentemente recebeu alguma medida de aprovação hemisférica pela criação de uma força de paz patrocinada pela  Organização dos Estados Americanos (OEA) - a Força Interamericana de Paz - que completou a presença militar dos Estados Unidos no país. Um governo interino inicial foi chefiado pelo assassino de Trujillo, Antonio Imbert Barrera; Héctor García Godoy assumiria a presidência provisória em 3 de setembro de 1965. As escaramuças violentas entre lealistas e constitucionalistas prosseguiriam esporadicamente até que as eleições fossem organizadas.